# Mateusz Szałek
Mateusz Szałek (ur. 16 października 1991 w Szczecinie) – polski piłkarz grający na pozycji obrońcy. W sezonie 2009/10 został mistrzem Polski z Lechem Poznań.